# Recensement des États-Unis de 2000
Le 22e recensement des États-Unis d'Amérique – appelé communément Census 2000 – mené à bien par le bureau du recensement recense la population résidente aux États-Unis au jour du 1er avril 2000 à 281 421 906 habitants. Un accroissement de 13,2 % par rapport aux 248 709 873 habitants énumérés au cours du recensement de 1990.
Les résidents des États-Unis incluent le nombre total des 50 États et le District de Columbia. Le Bureau a également énuméré les résidents de Porto Rico ; sa population était de 3 808 610, une augmentation de 8,81 % par rapport au recensement de la décennie précédente.

## Profil de la population
Voir aussi Race (recensement des États-Unis).
- 75,1 % des personnes interrogées se déclarent blancs ou caucasiens sans autre appartenance raciale.
- 21,36 % (60 millions d'Américains) sont des descendants d'Allemands, constituant le groupe des Germano-Américains.
- 12,3 % sont des Afro-Américains.
- Les hispaniques – toutes origines latines hispaniques confondues – représentent 12,5 % de la population totale, en augmentation de 9 % par rapport à 1990.
- 3,6 % sont asiatiques.
- 2,4 % déclarent une appartenance multiraciale (soit l'appartenance à 2 races ou plus). Le recensement de 2000 fut le premier où l'on donna la possibilité de déclarer une appartenance à plusieurs races.
- Entre 1990 et 2000, la population âgée de 45 à 54 ans augmenta de 49 % et celle des plus de 85 ans de 38 %.
- Les femmes sont deux fois plus nombreuses que les hommes parmi les personnes âgées de plus de 85 ans.
- Presque un adulte sur cinq avait un handicap d'un type ou d'un autre en 1997 et la probabilité d'avoir un handicap augmente avec l'âge.
- Les familles (par opposition aux hommes et aux femmes vivants seuls) dominent encore au sein des ménages américains, mais nettement moins qu'il y a 30 ans.
- Depuis 1993, à la fois les familles et les autres ménages ont vu leurs revenus médians augmenter, et ce sont « les ménages conduits par une femme sans époux présent » dont les revenus augmentent le plus rapidement.
- Les familles constituées de couples mariés ont les plus bas taux de pauvreté.
- Les pauvres, quel que soit leur âge, ont plus de risques que les autres de ne pas être couverts par une assurance maladie.
- Le nombre d'élèves dans l'enseignement primaire et secondaire en 2000 était de peu en dessous du record de 49 millions de 1970.
- Les améliorations accomplies concernant l'éducation traversent les frontières raciales et ethniques ; et la majorité des ménages américains (52 %) disposent d'un ordinateur, 41 % ayant accès à Internet.

## Résultats par États en 2000 et 2010
Voici les résultats comparés des recensements de 2000 et 2010 :

## Changement dans la population
D'un point de vue régional, le Sud et l'Ouest recueillent la majeure partie de l'accroissement de population, avec respectivement 14 790 890 et 10 411 850 habitants de plus. Le centre de gravité de la population américaine s'est déplacé en conséquence dans le Comté de Phelps (Missouri). Le Nord-Est a vu sa population augmenter de 2 785 149 habitants et le Midwest de 4 724 144 habitants.

## Découpage électoral
Les résultats du recensement ont été utilisés pour déterminer en combien de districts électoraux pour la Chambre des représentants chaque état serait découpé. Le congrès a défini la méthode pour redécouper au sein des états les 435 sièges de la Chambre des représentants. La population prise en compte est constituée de la population résidente des 50 états, des militaires à l'étranger et des membres civils du gouvernement fédéral ainsi que les personnes à leur charge vivant avec eux s'ils peuvent être affectés à un État. Chaque membre de la Chambre des représentants représente environ 647 000 personnes. La population du District de Columbia et de Porto Rico n'est pas prise en compte dans le calcul de la population utilisée pour le découpage car ils n'ont pas de représentants élus au sein de la Chambre des représentants.
Depuis le premier recensement en 1790, le recensement décennal est la base de la représentativité gouvernementale aux États-Unis. L'article I, section II de la Constitution des États-Unis spécifie « le recensement sera effectué dans les trois ans qui suivront la première réunion du Congrès, et ensuite tous les dix ans, de la manière qui sera fixée par la loi. Le nombre des représentants n'excédera pas un pour trente mille habitants, mais chaque État aura au moins un représentant... ». En 1790, chaque membre de la Chambre des représentants était le délégué de 34 000 personnes. Depuis, la Chambre a pratiquement quadruplé de taille, et en 1911, le nombre de ses membres a été fixé à 435. Aujourd'hui, chaque membre représente environ 19 fois plus de personnes qu'à l'époque des constituants.

## Controverse concernant l'ajustement des résultats
Dans les années menant au recensement de 2000, il y eut une importante controverse pour savoir si le bureau du recensement devait ajuster les chiffres du recensement sur la base de sondages ultérieurs réalisés par échantillonnage de blocs d'habitation. En 1999, la Cour suprême jugea par 5 voix contre 4 que la Constitution ne permettait pas d'utiliser ces chiffres à des fins de redécoupage électoral, mais qu'ils pouvaient être utilisés pour d'autres buts quand cela était faisable. La controverse était à la fois technique et politique, puisqu'en se basant sur le recensement de 1990, les deux parties croyaient que l'ajustement aurait probablement pour effet d'accroître légèrement la représentation démocrate au sein du corps législatif, mais devrait aussi avoir pour effet de donner un siège supplémentaire à l'Utah, probablement républicain.
Finalement, les résultats non ajustés furent utilisés.

## La controverse concernant l'Utah
Après la publication du recensement, l'Utah mit en doute ses résultats. Ceci s'explique par le fait que l'Utah fut extrêmement près de gagner un quatrième siège au Congrès, qui fut finalement attribué à la Caroline du Nord à 857 habitants près. Le bureau du recensement dénombre les militaires et les autres membres des agences fédérales civiles servant à l'étranger comme habitant de leur état, mais ne dénombre pas les autres civils vivant en dehors des États-Unis. L'Utah demanda que les individus voyageant à l'étranger comme missionnaires religieux soient comptés comme résident de l'état, arguant que ne pas le faire revenait à ne pas respecter la pratique religieuse Mormon. En effet, la moitié des missionnaires mormons, plus de 11 000 personnes, venait de l'Utah contre 102 de Caroline du Nord. Un tel calcul aurait donc attribué le siège controversé à l'Utah. Le 26 novembre 2002, la Cour suprême confirma la décision d'une juridiction inférieure rejetant le dénombrement des missionnaires mormons.
L'Utah intenta un deuxième procès mettant en cause les méthodes de calcul de la population utilisées par le bureau du recensement. Lorsqu’après de multiples tentatives des résidents ne peuvent être joints par le bureau du recensement, celui-ci attribue une valeur aux valeurs manquantes par imputation. Alors qu'au niveau national la méthode d'imputation entraînait une augmentation de la population de 4 %, elle ne conduisait qu'à une augmentation de la population de 2 % dans l'Utah. Finalement, la Cour suprême débouta l'Utah.